# 帕拉莫德尔西尔
帕拉莫德尔西尔，是西班牙卡斯蒂利亚-莱昂莱昂省的一个市镇。 总面积170平方公里，总人口1664人（001年），人口密度10人/平方公里。